# Exorista belanovskii
Exorista belanovskii là một loài ruồi trong họ Tachinidae.